# Nísos Sígri
Nísos Sígri är en ö i Grekland.   Den ligger i prefekturen Nomós Lésvou och regionen Nordegeiska öarna, i den östra delen av landet, 230 km nordost om huvudstaden Aten. Arean är 1,1 kvadratkilometer.
Terrängen på Nísos Sígri är platt. Öns högsta punkt är 57 meter över havet. Den sträcker sig 2,6 kilometer i nord-sydlig riktning, och 1,1 kilometer i öst-västlig riktning.